# Hot3 Big10
《Hot3 Big10》는 대한민국의 경인방송 itv에서 방영했던 가요 순위 프로그램이다.
방송 초기엔 월요일 저녁에 방송되었지만 편성이 바뀌면서 일요일 저녁에 방송되었으며, 1위 수상자에겐 트로피가 주어졌다.